# Woningmaatschappij Oud-Amsterdam NV
Woningmaatschappij Oud-Amsterdam N.V., ook wel bekend als Bouwmaatschappij Oud-Amsterdam, was een filantropische bouwmaatschappij, die op 25 oktober 1898 werd opgericht in Amsterdam door Johanna ter Meulen en suikerraffinadeur Willem Spakler, met als doel betaalbare arbeiderswoningen te bouwen om zo een einde te maken aan de schrijnende leefomstandigheden van arbeiders in de Amsterdamse volksbuurten, waardoor grote sociale problemen ontstonden en regelmatig epidemieën uitbraken.

## Jordaan
De onderneming bouwde en beheerde bijna 100 arbeiderswoningen in de Amsterdamse Jordaan. De onderneming was in 1905 het eerste particulier initiatief dat door de gemeente Amsterdam werd toegelaten als woningcorporatie volgens de nieuwe Woningwet van 1902.

## Woningopzichteres

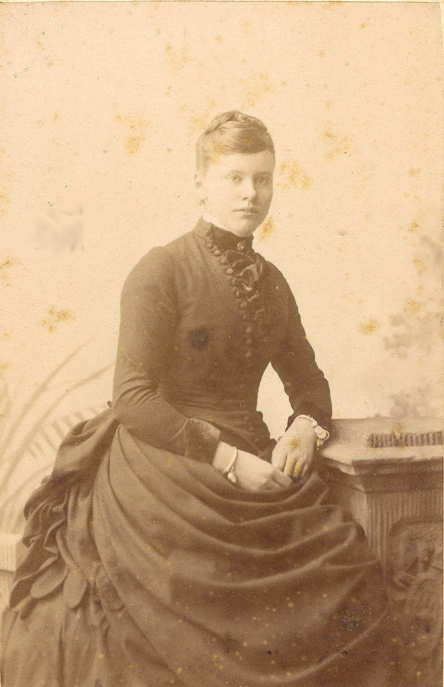
Johanna ter Meulen

Johanna Elisabeth ter Meulen was de directrice en drijvende kracht achter de onderneming. Evenals haar rivale Louise Went, heeft zij grote betekenis gehad voor de sociale woningbouw in de Jordaan in de periode voor 1913. Met haar begon de geschiedenis van het woningmaatschappelijk werk en de woningopzichteressen in Amsterdam. Opzichteressen moesten zich volgens haar inzetten voor de bouw van nieuwe arbeiderswoningen, maar vooral het gebruik van de woning reguleren en verbeteren, zodat dit het gezinsleven van de arbeidersklasse ten goede zou komen. 

## Engels voorbeeld
Ze was als woningopzichteres in de leer geweest in Engeland bij haar grote voorbeeld bij Octavia Hill, die door haar arbeid onder de armen tot de overtuiging was gekomen dat de verbetering van de volkshuisvesting de eerste voorwaarde is voor alle volksopvoeding. Toen ze in december 1893 van haar stage terugkwam in Amsterdam, verschafte Spakler haar het kapitaal om een
aantal woningen in de Tuinstraat aan te kopen. Woningen werden opgeknapt, krotten werden afgebroken en nieuwe woningen
kwamen ervoor in de plaats. In 1898 richtten Spakler en Ter Meulen de bouwmaatschappij op. Op een veiling werd het pand Tuinstraat 99 gekocht. Bij de renovatie liet de woningmaatschappij een fraaie gevelsteen inmetselen, die veel zei over de drijfveren van de oprichters:
DRUK IS IN D WERELT VEEL
ELK HEEFT ZYN EIGEN DEEL
1902
DRUK VERLICHTEN IS IEDERS PLICHT 
DAT GEEFT IN DUISTERNIS WAT LICHT

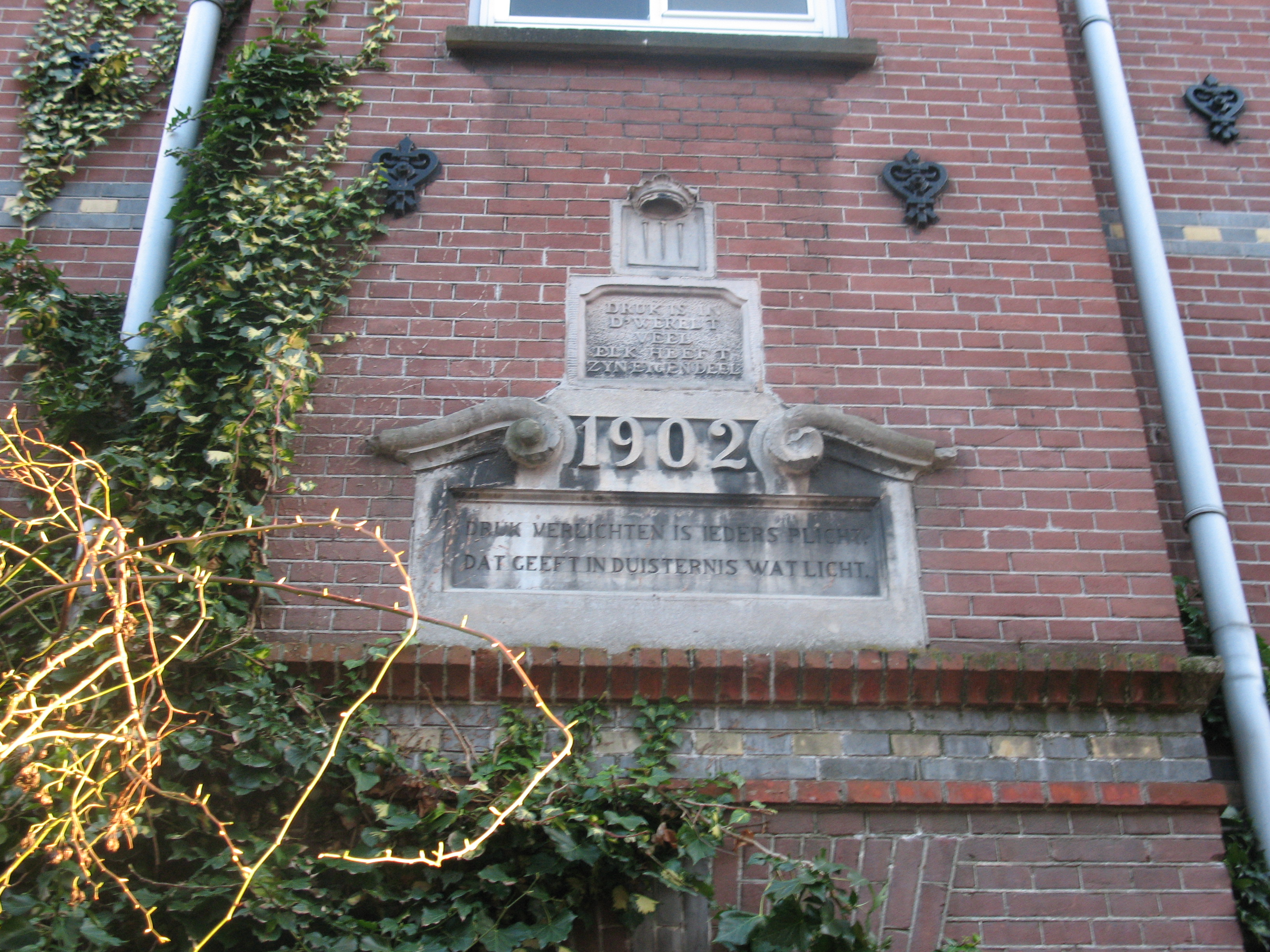
gevelsteen Tuinstraat 99 Amsterdam

Verderop in de Tuinstraat had Spakler al opdracht gegeven voor nieuwbouw van 24 woningen aan de Tuinstraat 166 t/m 172. Die waren geïnspireerd op woningen van N.V. Bouwonderneming ‘Jordaan', met een enkele poort en trap tussen voor- en achterhuis. Op last van de bouwinspecteur van Bouw- en Woningdienst moest aan de achterkant een ijzeren noodtrap worden geplaatst, omdat hij een enkele trap voor vijftien woningen te gevaarlijk vond.

## Architect Meyjes senior

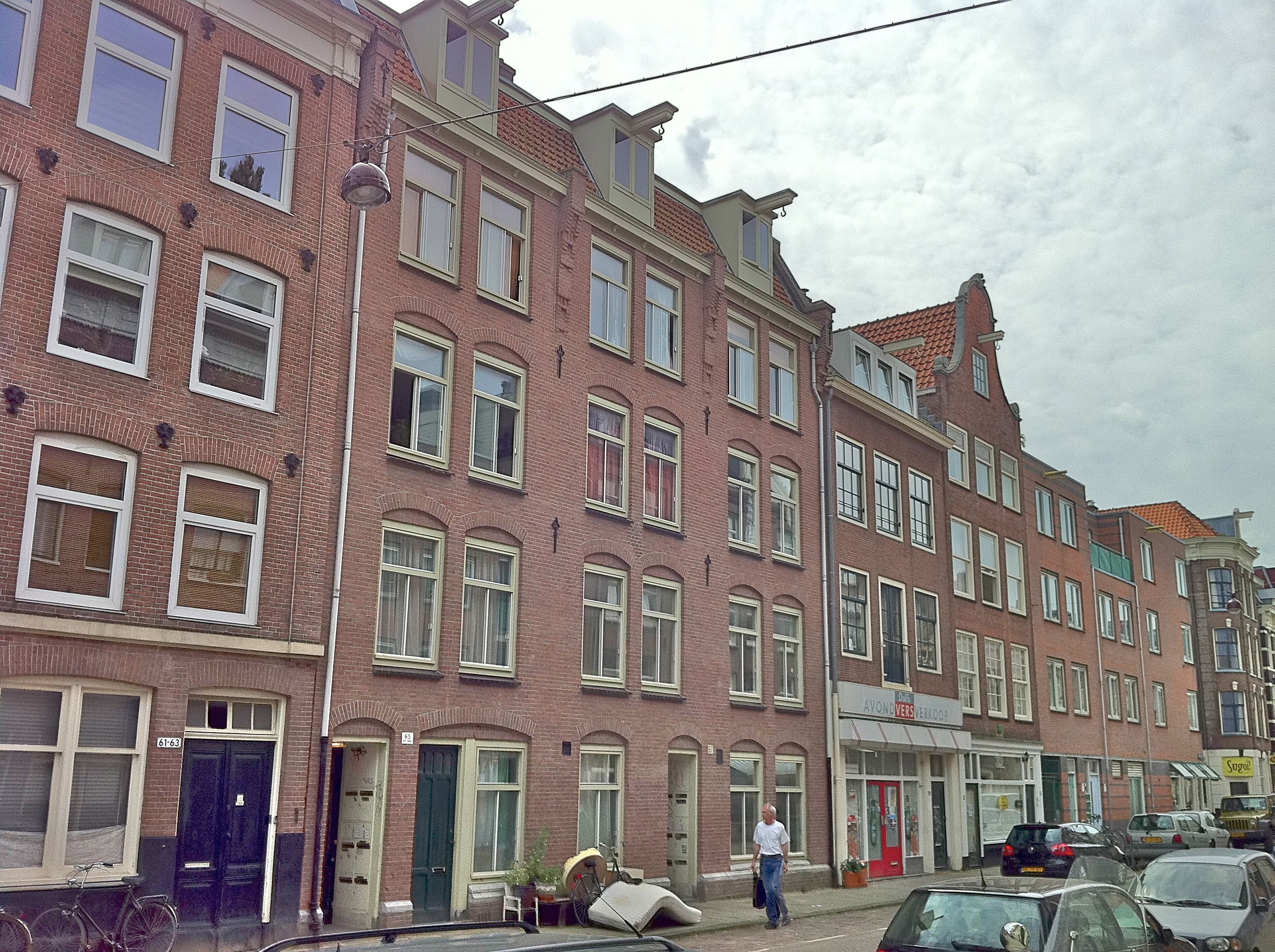
Willemsstraat 65-67

In 1898 had Spakler ook al opdracht geven aan de architect Christiaan Posthumus Meyjes sr. om vier arbeiderswoningen te ontwerpen voor de Egelantiersstraat 110. Voor de Willemsstraat 65-67 liet Spakler hem een ontwerp maken voor een klein complex met 23 arbeiderswoningen. Frappant is dat de architect deze woningen zo krap ontwierp, met per pand twee woningen per bouwlaag gescheiden door een lichtplaats, dat ze meteen na oplevering al werden bekritiseerd als veel te klein. Maar vanwege het cultuurhistorisch belang is dit complex inmiddels wel een monument.

## Bijna 100 woningen
De filantropische onderneming bouwde in de loop van haar bestaan een overzichtelijk woningbestand op in de Tuinstraat, Willemsstraat, Egelantiersstraat en Rozenstraat, allemaal straten gelegen in de Amsterdamse wijk de Jordaan. Ter Meulen vond dit aantal nog goed te doen voor één woningopzichteres, en wilde ook niet groter worden.

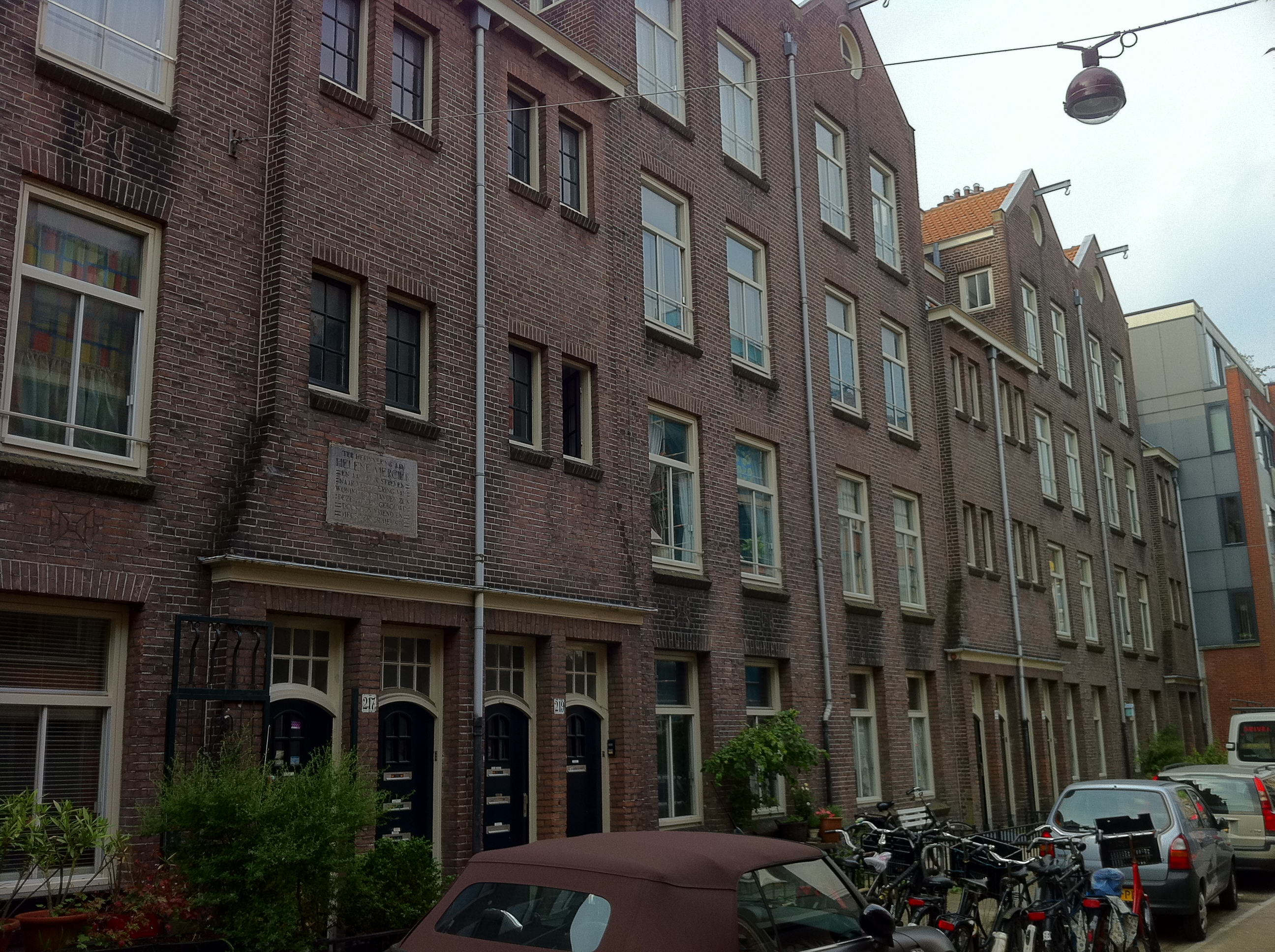
Rozenstraat 215-225 uit 1913 met een gevelplaquette gewijd aan Helene Mercier die in 1910 overleed

| Adres                 | Type        | Bouwjaar | Architect                | Opmerking         |
| --------------------- | ----------- | -------- | ------------------------ | ----------------- |
| Tuinstraat 166-168    | 16 woningen | 1895     | P. Smitt                 | i.o.v. W. Spakler |
| Tuinstraat 170-172    | 16 woningen | 1896     | P. Smitt                 | i.o.v. W. Spakler |
| Egelantiersstraat 110 | 4 woningen  | 1898     | C.B. Posthumus Meyes sr. | i.o.v. W. Spakler |
| Anjeliersstraat 149   | 3 woningen  | 1898     |                          |                   |
| Willemsstraat 65-67   | 23 woningen | 1898     | C.B. Posthumus Meyes     |                   |
| Tuinstraat 99         | 8 woningen  | 1902     |                          |                   |
| Rozenstraat 215-225   | 24 woningen | 1913     | W. Noorlander            |                   |

## Opheffing
Na het overlijden van Johanna Ter Meulen in 1937 was de drijvende kracht achter Oud-Amsterdam verdwenen. In 1949 besloten de aandeelhouders het woningbezit te verkopen aan de gemeente Amsterdam en de onderneming op te heffen. De woningen kwamen in 1950 in beheer bij de Gemeentelijke Woningdienst Amsterdam. De Raad van Commissarissen hief de maatschappij op op 26 oktober 1950. De opbrengst van de verkoop werd geschonken aan de vereniging 'Pro Senectute' (‘’Voor de Ouderdom’’), die zich inspande voor huisvesting voor ouderen in Amsterdam.

## Gevelplaquette

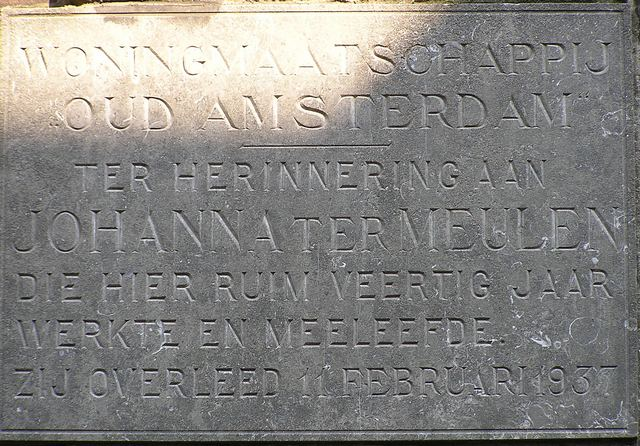
Gevelplaquette in de Tuinstraat, Amsterdam

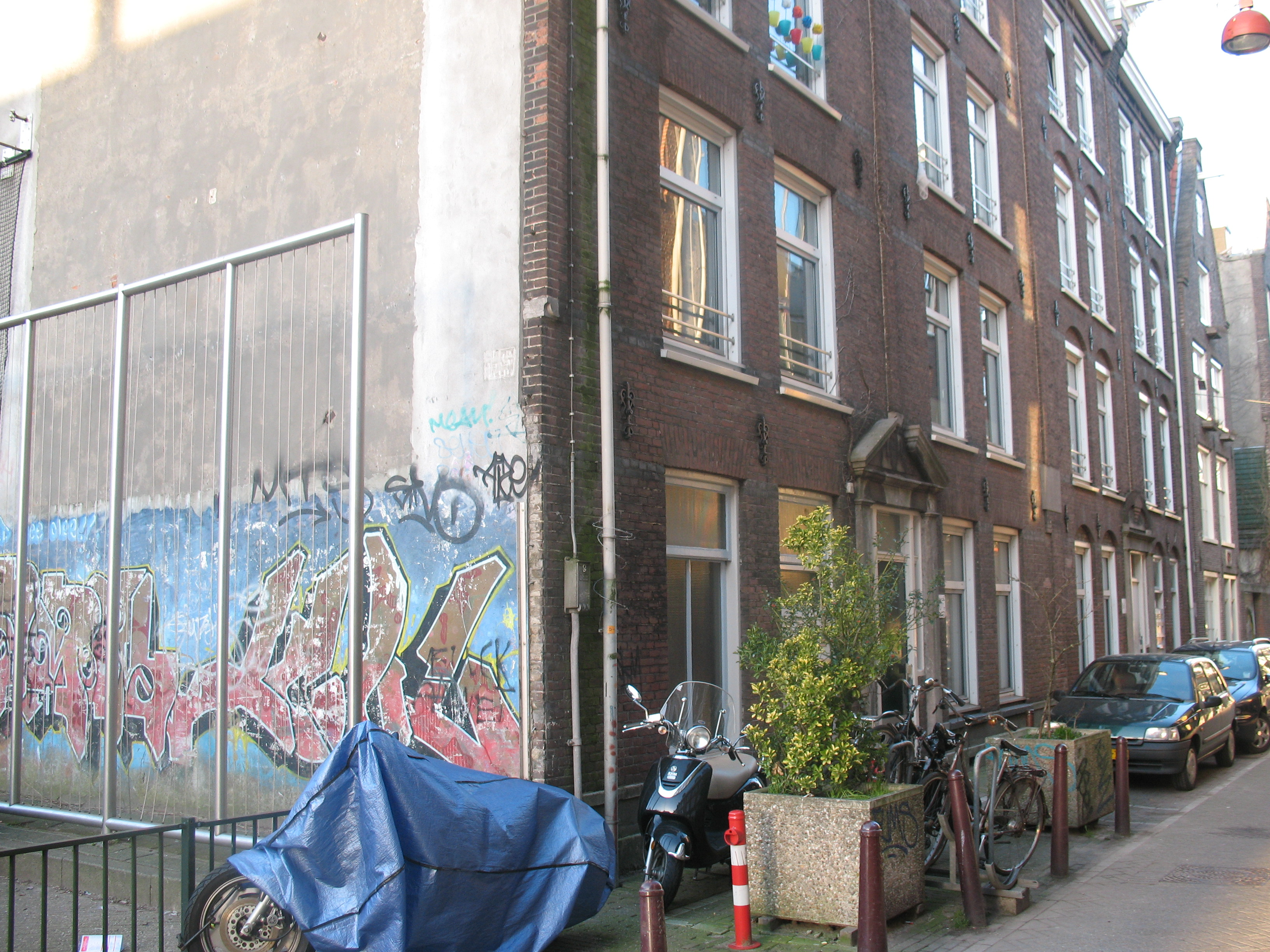
Tuinstraat 166-172 in maart 2011, gebouwd door Oud-Amsterdam

Een gevelplaquette ter nagedachtenis aan haar is ingemetseld in de gevel van Tuinstraat 168-170. De plaquette herinnert aan de nobele inspanningen van Johanna ter Meulen:
WONINGMAATSCHAPPIJ OUD AMSTERDAM
TER HERINNERING AAN JOHANNA TER MEULEN DIE HIER RUIM VEERTIG JAAR WERKTE EN MEELEEFDE
ZIJ OVERLEED 11 FEBRUARI 1937

## Bezit naar Woningbedrijf
In 1965 werd de Gemeentelijke Woningdienst, tegelijk met de verhuizing naar het Wibauthuis, omgedoopt in Gemeentelijke Dienst Volkshuisvesting, waar de bouw en het beheer van de gemeentewoningen in handen kwam van het dienstonderdeel Gemeentelijk Woningbedrijf Amsterdam.  Na de instelling van rayons begin jaren tachtig werd ‘’Woningbedrijf West’’ de beheerder namens de gemeente.

### Weer privaat bezit
Het Gemeentelijk Woningbedrijf werd in 1994 geprivatiseerd in de Stichting Het Woningbedrijf Amsterdam. Tussen 2004 en 2014 fuseerde deze stichting met woningcorporaties in Amsterdam, Almere, Haarlem, Haarlemmermeer, Noord-Kennemerland en Weesp tot de huidige Stichting Ymere, waardoor een van de grootste woningcorporaties van Nederland ontstond. Thans is het voormalige bezit van Woningmaatschappij Oud-Amsterdam in de Jordaan in eigendom en beheer bij deze woningcorporatie.